# Henry Campbell-Bannerman
Henry Campbell-Bannerman, född 7 september 1836, död 22 april 1908, var en brittisk liberal politiker. 
Campbell-Bannerman blev 5 december 1905 premiärminister och vann vid nyvalen till underhuset i januari 1906 en glänsande valseger över Konservativa partiet. Överhusets motstånd hindrade genomförandet av många av den nya ministärens reformförslag, men skapandet av parlamentarisk självstyrelse för de forna boerrepublikerna Transvaal och Oranjefristaten (1906) och den stora uppgörelsen med Ryssland om Afghanistan, Persien och Tibet (1907) var viktiga resultat av ministärens politik. Han var den första förste skattkammarlorden att bli kallad "premiärminister" officiellt.
Hans älskvärda personlighet bidrog väsentligt att sammanhålla det i politisk uppfattning allt annat än enhetliga regeringspartiet. Redan hösten 1907 nödgades han av hälsoskäl överlåta den faktiska ledningen av ministären och partiet åt finansministern H. H. Asquith; han avgick 5 april 1908 och avled 22 april samma år i premiärministers officiella residens, 10 Downing Street. Han är hittills den enda premiärminister som avlidit i residenset.

## Campbell-Bannermans regering
- Robert Reid, 1:e earl Loreburn
- Robert Crewe-Milnes
- Lord Ripon
- H. H. Asquith
- Herbert Gladstone
- Edward Grey
- Victor Bruce
- Richard Haldane
- John Morley
- Edward Marjoribanks
- David Lloyd George
- Henry Fowler
- John Sinclair
- James Bryce
- John Burns
- Charles Wynn-Carington
- Augustine Birrell
- Sydney Buxton